# Starč
Starč (355 m n. m.) je vrch v okrese Náchod Královéhradeckého kraje. Leží asi 0,5 km jihozápadně od vsi Spy, na katastrálním území vsi Běstviny.

## Geomorfologické zařazení
Geomorfologicky vrch náleží do celku Orlická tabule, podcelku Úpsko-metujská tabule, okrsku Bohuslavická tabule, jehož je to nejvyšší bod.
Podle alternativního členění Balatky a Kalvody náleží vrch do okrsku Novoměstská tabule, ve kterém je Bohuslavická tabule pouze podokrsek.